# John Ashby
Pour les articles homonymes, voir Ashby.
Sir John Ashby (1646 - 12 juin 1693) est un officier de marine britannique du XVIIe siècle. Il fait toute sa carrière dans la Royal Navy, et parvient au grade d'Admiral.

## Biographie

### Origines et jeunesse
Ashby est le quatrième fils de Robert Ashby et de sa femme Alice, qui était une des sœurs de Sir Thomas Allin. Il grandit à Suffolk où son père avait ses affaires.

### Débuts dans laRoyal Navy
À son entrée dans la Navy, Ashby est rapidement promu au grade de lieutenant du HMS Adventure, poste qu'il occupe de novembre 1665 à juin 1666. Il est ensuite transféré, toujours comma lieutenant, à bord du HMS Princess en 1668 avant de recevoir son premier commandement sur le ketch HMS Deptford en octobre de la même année.

### Guerre de Hollande
En juin 1669, il reçoit le commandement du HMS Advice, suivi du HMS Rainbow entre 1670-1672. Ashby reçoit ensuite le commandement du HMS Pearl en janvier 1672 qu'il ne garde qu'un an. À bord du Pearl, il livre sa première bataille à Schooneveld dans la flotte combinée franco-anglaise placée sous les ordres du prince Rupert. Sa deuxième bataille a également lieu à Schooneveld, mais cette fois à bord du HMS Lion, à la tête d'une division de l'escadre rouge. Son troisième combat a lieu le 11 août 1673 à la bataille de Texel, à nouveau à bord du HMS Lion.
De 1674 à 1679, il commande quatre autres bâtiments dans les eaux américaines et joue un rôle dans plusieurs batailles de la Virginian Revolution. De 1681 à 1684, il commande le HMS Mary Rose escortant des navires marchands à destination du Levant. En mai 1685, Ashby est nommé gouverneur du Sandgate Castle.
John Ashby commande également HMS Montague lorsque ce vaisseau est mobilisé pour mater la rébellion du Duc de Monmouth puis le navire de garde HMS Henrietta, et enfin le HMS Mordaunt, ce dernier pour répondre à la menace d'invasion de Guillaume d'Orange. Ashby se fait finalement convaincre de commander le HMS Defiance pour le compte de ce même Guillaume d'Orange, étant lui-même persuadé de la nécessité de combattre l'« oppression papiste » imposée par le Roi d'alors, Jacques II. Après le couronnement de Guillaume III, ce dernier le fait chevalier à bord de son navire amiral le 16 mai 1689 et le fait Rear admiral of the Red (en français : contre-amiral de l'escadre rouge) peu de temps après. Il offre également à Ashby une montre incrustée de diamants en remerciement pour ses services.

### Amirauté
Lors de la bataille de Beachy Head, pendant la guerre de la Ligue d'Augsbourg, Ashby sert comme Vice-admiral of the Red, arborant son pavillon sur le HMS Berwick. Sa conduite est remarquée par la Reine Mary. Après la bataille, il est nommé Admiral en compagnie de Sir Richard Haddock et de Sir Henry Killigrew.
Aux batailles de Barfleur et de La Hougue il commande le HMS Victory en tant qu'Admiral of the Blue. Il est appelé devant la Chambre des communes après Barfleur pour se justifier et pour expliquer pourquoi il n'avait pas anéanti la flotte française du vice-amiral de Tourville. Il est pardonné en raison du soutien que lui apporte l'Admiral Edward Russell.
De 1690 jusqu'à sa mort trois ans plus tard, Ashby sert au Navy Board comme contrôleur des comptes des arsenaux. Il décède le 12 juin 1693 à Portsmouth et est inhumé à Lowestoft. Dans son testament, il laisse la plupart de ses biens et possessions à son frère, et le reste à ses cousins et collègues de la marine.